# Frank Wilczek

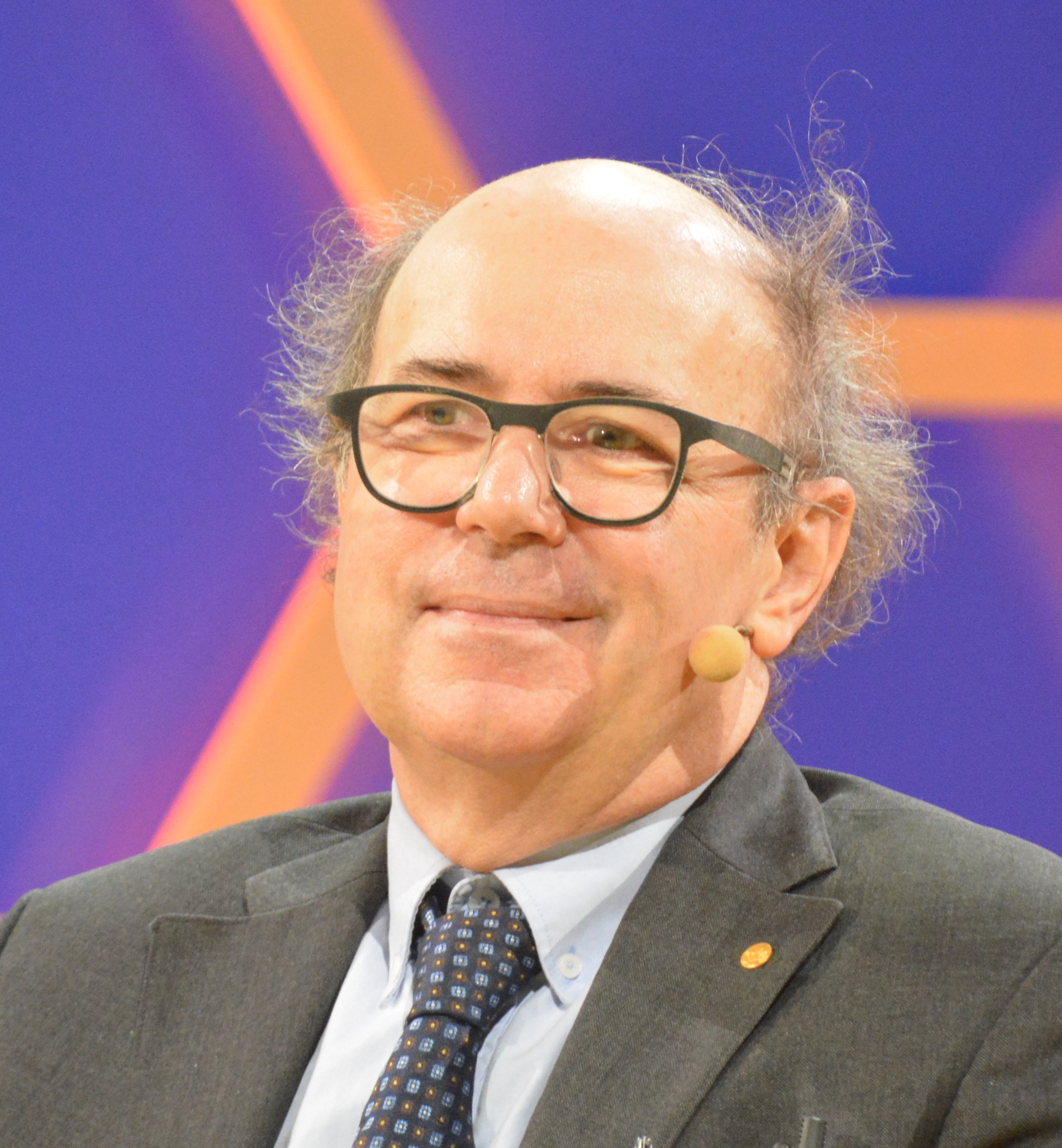
Frank Wilczek 2017.

Frank Wilczek, född 15 maj 1951 i Mineola, New York, är en amerikansk teoretisk fysiker.
Han är professor vid Massachusetts Institute of Technology i USA.
Han fick Nobelpriset i fysik 2004 tillsammans med David J Gross och H David Politzer för "upptäckten av asymptotisk frihet i teorin för den starka växelverkan".